# Sporting Club de Lyon (hockey sur glace)
Ne doit pas être confondu avec Sporting Club de Lyon (football).
Le Sporting Club de Lyon est un ancien club de hockey sur glace, basé à Lyon, et tout premier champion de France de l'histoire.

## Historique
En 1903, l'ouverture d'un Palais des Glace à Lyon permet la création de plusieurs équipes de hockey dont la plus importante est le Sporting Club de Lyon. Jusqu'alors, seul Paris disposait de clubs de hockey, en particulier le Club des Patineurs de Paris. Des rencontres sont organisées entre parisiens et Lyonnais dès l'année d'ouverture. et après quelques championnat de France « officieux », et l'établissement d'un règlement commun en 1905, Lyon remporte le premier titre de champion de France en 1907 face au CPP.
Les parisiens prennent leur revanche l'année suivante et le club des patineurs devient champion de France.
Le 19 janvier 1908, les joueurs lyonnais affrontent les ceux du CP Valentino à Turin, marquant les débuts du hockey sur glace en Italie.
Hélas, en 1908, la glace du Palais des glaces lyonnais en trop mauvais état, entraine la disparition de la patinoire et du Sporting Club de Lyon par le même occasion. Sans adversaire pour les parisiens, le championnat de France n'est plus disputé pendant trois ans, après ses deux premières éditions.

## Palmarès
- Championnat de France : 1907

## Résultats en Championnat de France
| Saison    | Division              | PJ | V | N | D | BP | BC | Diff | Phases             | Adversaire(s)               | Classement final.       |
| --------- | --------------------- | -- | - | - | - | -- | -- | ---- | ------------------ | --------------------------- | ----------------------- |
| 1906-1907 | Championnat de France | 1  | 1 |   | 0 | 8  | 2  | +6   | Finale en un match | Club des Patineurs de Paris | Champion de France      |
| 1907-1908 | Championnat de France | 1  | 0 |   | 1 | 1  | 2  | -1   | Finale en un match | Club des Patineurs de Paris | Vice-Champion de France |